# Tre di cuori
Tre di cuori (The Trey o' Hearts) è un serial muto del 1914 diretto da Wilfred Lucas e Henry MacRae. Lungo 9.300 metri, uscì nelle sale diviso in quindici episodi: solo il primo e l'ultimo sono di tre rulli, tutti gli altri sono in due bobine. Il film rappresenta inoltre l'esordio sullo schermo dell'attrice Doris Pawn.

## Produzione
Il serial fu prodotto dall'Universal Film Manufacturing Company.

## Distribuzione
Distribuito dall'Universal Film Manufacturing Company, uscì nelle sale cinematografiche statunitensi con il primo episodio il 4 agosto 1914.

### Date di uscita degli episodi[1]
1. episodio Flower o’ Flames: 4 agosto 1914
2. episodio White Water: 11 agosto 1914
3. episodio The Sea Venture: 18 agosto 1914
4. episodio Dead Reckoning: 25 agosto 1914
5. episodio The Sunset Tide: 1º settembre 1914
6. episodio The Crack o' Doom: 8 settembre 1914
7. episodio The Stalemate: 15 settembre 1914
8. episodio The Mock Rose: 22 settembre 1914
9. episodio As the Crow Flies: 29 settembre 1914
10. episodio Sui nastri d'acciaio (Steel Ribbons): 6 ottobre 1914
11. episodio The Painted Hills: 13 ottobre 1914
12. episodio The Mirage: 20 ottobre 1914
13. episodio Le fauci della morte (The Jaws of Death): 27 ottobre 1914
14. episodio The First Law: 3 novembre 1914
15. episodio The Last Trump: 10 novembre 1914